# أوبري جونز
أوبري جونز (بالإنجليزية: Aubrey Jones)‏ هو صحفي وسياسي بريطاني (وحمل سابقاً جنسية المملكة المتحدة لبريطانيا العظمى وأيرلندا)، ولد في 20 نوفمبر 1911 في المملكة المتحدة، وتوفي في 10 أبريل 2003. حزبياً، نشط في حزب المحافظين.

## مناصب
- في الانتخابات العامة في المملكة المتحدة 1950 [الإنجليزية]‏، انتخب عضو برلمان المملكة المتحدة الـ39 عن دائرة برمنغهام، هول غرين (23 فبراير 1950 – 5 أكتوبر 1951).
- في الانتخابات العامة في المملكة المتحدة 1951 [الإنجليزية]‏، انتخب عضو برلمان المملكة المتحدة الـ40 عن دائرة برمنغهام، هول غرين (25 أكتوبر 1951 – 6 مايو 1955).
- في الانتخابات العامة في المملكة المتحدة 1955 [الإنجليزية]‏، انتخب عضو البرلمان الحادي والأربعين للمملكة المتحدة ‏ عن دائرة برمنغهام، هول غرين (26 مايو 1955 – 18 سبتمبر 1959).
- في الانتخابات العامة في المملكة المتحدة 1959 [الإنجليزية]‏، انتخب عضو البرلمان الثاني والأربعون للمملكة المتحدة ‏ عن دائرة برمنغهام، هول غرين (8 أكتوبر 1959 – 25 سبتمبر 1964).
- في الانتخابات العامة في المملكة المتحدة 1964 [الإنجليزية]‏، انتخب عضو البرلمان الثالث والأربعون للمملكة المتحدة عن دائرة برمنغهام، هول غرين (15 أكتوبر 1964 – 19 مارس 1965).
- انتخب عضو مجلس الشورى البريطاني.

## روابط خارجية
- أوبري جونز على موقع مونزينجر (الألمانية)
- أوبري جونز على موقع إن إن دي بي (الإنجليزية)